# Karl E. Smidt
Karl Ernst Smidt (* 30. August 1903 in Neuenhaus in der Grafschaft Bentheim; † 11. Januar 1984 in Flensburg) war ein deutscher Marineoffizier, zuletzt Konteradmiral der Bundesmarine sowie NATO-Befehlshaber der deutschen Flotte (Flottenchef).

## Leben
Nach dem Abitur im Schiller-Gymnasium Hameln 1922 wurde Smidt nach Examen von der neu gegründeten Reichsmarine als Seekadett aufgenommen. Nach mehreren Ausbildungsstationen (erste Auslandsreise 1923) wurde er 1926 Wachoffizier in Wilhelmshaven (1927 Artillerie-Ausbilder auf Wangerooge) und 1931 Ausbilder in Kiel. Von 1933 bis 1935 unternahm er Weltreisen mit dem Leichten Kreuzer Karlsruhe und wurde 1934 zum Kapitänleutnant befördert. 1936 und 1937 hatte er Einsätze an spanischen Küsten im spanischen Bürgerkrieg. Er war Kommandant des Torpedobootes Jaguar und er war später auf dem Panzerschiff Deutschland eingesetzt. 1938 wurde er Korvettenkapitän.
Im Zweiten Weltkrieg war Smidt Kommandant mehrerer Schiffe. Von der Indienststellung bis zur Versenkung Mitte April 1940 war er Kommandant des Zerstörers Erich Giese und überlebte den Untergang vor Narvik. Ab Februar 1941 übernahm er die neu in Dienst gestellte Z 27. Im August 1942 gab er das Kommando ab. 1942 wurde er Fregattenkapitän. Er war ein wichtiger Zeuge für den Briten vorgeworfene Verletzungen des Kriegsrechts bei der Seeschlacht vor Narvik. 1940 und 1941 war er Admiralstabsoffizier in Paris, dann 1942 bis 1945 Leiter der Offizierspersonalabteilung des Marineoberkommandos Nord in Wilhelmshaven. Er wurde 1943 zum Kapitän zur See befördert. Mit der Verleihung des Ritterkreuzes des Eisernen Kreuzes im Juni 1943 gehörte er zu nur 11 Offizieren, die auch mit dem Zerstörer-Kriegsabzeichen ausgezeichnet worden waren.
1935 schloss er sich dem kirchlichen Widerstand gegen den Nationalsozialismus an und wurde Mitglied der Bekennenden Kirche in Holthusen, Kreis Weener, Ostfriesland. In seiner Funktion als Marine-Personalchef in Wilhelmshaven bemühte er sich erfolgreich darum, den Einfluss von Nazi-Größen in der Marine zu reduzieren und schützte bekannt gewordene Regime-Gegner, darunter den späteren ZEIT-Herausgeber Ewald Schmidt di Simoni.
1945 und 1946 war er in der Verwaltung des Deutschen Minenräumdiensts in Buxtehude. Er führte bis zur Auflösung  im April 1946 das II. Minenräumdienstkommando und wurde dann arbeitslos. Anschließend bereitete er die Laufbahn als Pastor vor, wurde jedoch 1947 als Werftchef in Sankt Goar am Rhein durch die französischen Besatzungsbehörden innerhalb der Section de navigation du Rhin eingestellt. 1952 wurde er Beamter im Verkehrsministerium von Rheinland-Pfalz.
1956 trat er der neu gegründeten Bundesmarine bei, die er als Leiter einer Personalstelle mit aufbaute. Als Nachfolger von Kapitän zur See Karl-Adolf Zenker war er ab März 1957 Leiter der Unterabteilung A Führung und Verbandsausbildung im Führungsstab der Marine (Fü M). Er blieb auch nach der Umgliederung im Februar 1958 im Fü M und war hier bis März 1961 Leiter der Unterabteilung II Führung. 1959 folgte die Ernennung zum Flottillenadmiral. Am 1. April 1961 wurde Smidt zum NATO-Befehlshaber der Seestreitkräfte der Ostsee (Standort Meierwik bei Flensburg-Mürwik), ab 1. September 1961 NATO-Befehlshaber der deutschen Flotte mit Befehlsgewalt über Nord- und Ostsee (Flottenchef, Standort des Flottenkommandos in Glücksburg-Meierwik). Der Flottenchef wurde zu dem Zeitpunkt als Flag Officer Germany (FOG) der NATO Teil der NATO-Kommandostruktur (Übertragung des „full command“, seine Dienststelle wurde NATO-Hauptquartier). Am 31. Oktober 1961 wurde er durch den Verteidigungsminister Franz Josef Strauß zum Konteradmiral befördert. Seine Tätigkeit umfasste zahlreiche offizielle Reisen ins Ausland, Indienststellung von Schiffen, Mit-Organisation von Tagungen und mehrerer deutscher und NATO-Manöver (NATO-Herbstmanöver 1961 mit Dänemark, Mai 1962 deutsch-französisches Manöver in der Nordsee, nationales Herbstmanöver 1962 „Doorkeeper“, mit der Folge, dass in der DDR heftig gegen die „Vorbereitung einer Offensive“ protestiert wurde, September 1963 NATO-Herbstmanöver „Keystone“ mit Dänemark). Im Juni 1962 initiierte er den „Tag der Flotte“ an allen Häfen mit der Möglichkeit für die Bevölkerung, die Schiffe zu besuchen. Er wurde zum 30. September 1963 pensioniert, der Abschied erfolgte durch den Großen Zapfenstreich mit einer Parade von 104 Schiffen in der Kieler Bucht.
Am 1. April 1964 wurde Smidt als Nachfolger von Kapitän z. S. a. D. Friedrich-Karl Wesemann Bundesbeauftragter bei den Seeämtern Flensburg und Lübeck (Ehrenbeamter) und amtierte bis 1975.
Er starb während der Teilnahme an der Historisch-Taktischen Tagung in Flensburg am Tag bevor er als Tagungsältester eine Rede halten sollte.

## Partei und Ehrenämter
Smidt lehnte die Beteiligung von aktiven Soldaten am Parteienleben ab, weshalb er erst nach seiner Pensionierung einer Partei beitrat. Er wurde 1970 Mitglied der CDU. Er war 1965–1970 Vorsitzender der Gesellschaft für Wehrkunde, Ortsgruppe Rendsburg, und Mitglied mehrerer weiterer Gesellschaften.

## Familie
Admiral Smidt stammte aus einer ostfriesischen Pastorenfamilie. Er war verheiratet und hatte drei Kinder. Die älteste Tochter Antje, Dolmetscherin, war verheiratet mit Kapitän z. S. Peter Lawrence (* 1920), ehemaliger U-Boot-Kommandant im Zweiten Weltkrieg und Standortkommandant von Hamburg der Bundesmarine. Der Sohn Wolbert K. Smidt war BND-Direktor und Botschaftsrat I. Klasse in Paris. Die jüngste Tochter Hilke Stamatiadis-Smidt war Wissenschaftsjournalistin. Sein Vater war der in der Bekennenden Kirche aktive Pastor Reinhard Smidt.

## Auszeichnungen
- Spanienkreuz mit Schwertern am 6. Juni 1939[2]
- Spanisches Marineverdienstkreuz in Weiss mit Schwertern am 21. August 1939[2]
- Spanisches Verdienstkreuz in Silber II. Klasse am 21. August 1939[2]
- Eisernes Kreuz (1939) II. Klasse am 6. November 1939[2]
- Eisernes Kreuz (1939) I. Klasse am 8. Dezember 1939[2]
- Zerstörer-Kriegsabzeichen am 19. Oktober 1940[2]
- Narvikschild am 16. November 1940[2]
- Offizierskreuz des Ordens der Krone von Italien am 11. März 1941[2]
- Deutsches Kreuz in Gold am 20. November 1941[2]
- Ritterkreuz des Eisernen Kreuzes am 15. Juni 1943[2]
- Portugiesischer Militärverdienstorden I. Klasse am 21. November 1961[2]
- Großes Verdienstkreuz des Verdienstordens der Bundesrepublik Deutschland am 14. August 1963[2]

## Filmographie
- Interview in der Fernsehsendung Alfred de Zayas: Kriegsverbrechen im Westen, ausgestrahlt im WDR/ARD am 18. März 1983, als Polar Film (DVD) erhältlich.
- Goldelse: Bundesmarine der Bundeswehr in den 1960er Jahren – Kalter Krieg – NATO BRD Militär Geschichte auf YouTube, 28. Dezember 2024, abgerufen am 20. Januar 2025 (Dokumentation historischen Filmmaterials, Minute 1:26 (Schiffstaufe), 21:50 (Parade vor Chef der Flotte Smidt)).